# 胡小凤
胡小凤（1966年—），女，湖北人，中国排球运动员。曾获得1986年世界女子排球锦标赛冠军。